# Académie arabe de Damas
L’académie arabe de Damas est la plus ancienne académie consacrée à la langue arabe. Fondée en 1918 sous le patronage du roi Fayçal ibn Hussein, elle est installée dans la médersa Adiliya.

## Directeurs
- Muhammad Kurd Ali (1918-1953)
- Khalil Mardam Bey (1953-1959)
- Prince Mustafa Shahabi (1959-1968)
- Dr Husni Sabh (1968-1986)
- Dr Shaker Al-Fahham (1986-2008)